# Michael O'Hare
Robert Michael O'Hare, Jr. (Chicago, 6 maggio 1952 – New York, 28 settembre 2012), è stato un attore statunitense, meglio conosciuto per aver interpretato il comandante Jeffrey Sinclair nella serie televisiva di fantascienza Babylon 5.

## Biografia

### Primi anni
Robert Michael O'Hare, Jr. è nato a Chicago, in Illinois nel 1952. Ha frequentato la Università di Harvard, dove si è laureato in letteratura inglese, e ha studiato presso la prestigiosa Juilliard School, così come con Sanford Meisner.

### Carriera
O'Hare è apparso in numerose produzioni teatrali di Broadway e, più in generale, dell'area di New York. Degne di nota furono la partecipazione nel 1979 alla rappresentazione di Uomo e superuomo, composta nel 1903 da George Bernard Shaw, con Philip Bosco e nel 1989 in A Few Good Men, versione teatrale da cui è stato tratto il film Codice d'onore del 1992; O'Hare interpretò il personaggio del Colonnello Jessup, ruolo che sarebbe stato interpretato da Jack Nicholson nella versione cinematografica.
È stato i primo attore di pelle bianca nominato dalla comunità teatrale afroamerica per il premio AUDELCO per la sua performance in Shades of Brown, che trattò la tematica dell'apartheid in Sudafrica.
Nel 1992, è stato selezionato per il ruolo da protagonista del comandante Jeffrey Sinclair nella serie televisiva di fantascienza Babylon 5. O'Hare lasciò il ruolo al termine della prima stagione, con una decisione condivisa anche dal produttore J. Michael Straczynski. Successivamente, O'Hare ha interpretato il personaggio in un cameo durante la seconda stagione, così come in due episodi nella terza stagione, permettendo di completare la narrazione sul personaggio.
O'Hare è apparso inoltre in varie serie televisive, quali: Trapper John, T.J. Hooker, Kate e Allie, Un giustiziere a New York, Un salto nel buio, Cosby indaga e Law & Order - I due volti della giustizia.

### Malattia e morte
Come J. Michael Straczynski ha successivamente riferito, Michael O'Hare iniziò a soffrire di allucinazioni durante le riprese della prima stagione di Babylon 5. Il personaggio interpretato soffriva anche lui di un simile disturbo mentale e ciò determinò un peggioramento della condizione di O'Hare stesso. Per lui divenne sempre più difficile lavorare, manifestando un comportamento irregolare che lo portava ad entrare in contrasto con i colleghi. Per curarsi, avrebbe dovuto sospendere le riprese per un lungo periodo, cosa che Straczynski propose, ma che O'Hare rifiutò per evitare che fossero messi a rischio i posti di lavoro di chi vi era coinvolto.
Straczynski e O'Hare decisero allora di mantenere segreta l'informazione sulla salute di O'Hare e di proseguire le riprese; la seconda stagione sarebbe stata invece riscritta senza il personaggio di Jeffrey Sinclair, permettendo a O'Hare di curarsi.
Michael O'Hare è deceduto il 28 settembre 2012, all'età di 60 anni, in seguito alle complicanze di un infarto miocardico acuto avvenuto il 23 settembre. Da allora, entrato in coma, non si era più risvegliato.
Come promesso all'amico Michael O'Hare, Straczynski ha reso noto dopo la sua morte le ragioni che lo costrinsero a lasciare la serie Babylon 5, il 25 maggio 2013, durante il Phoenix Comicon.

## Filmografia

### Cinema
- C.H.U.D., regia di Douglas Cheek (1984)

### Televisione
- Un salto nel buio (Tales from the Darkside) - serie TV, episodio 3x07 (1986)
- Babylon 5 (1992) - prima stagione

## Teatro
- Players (1978)
- Uomo e superuomo (1979)
- A Few Good Men (1989)
- Il crogiuolo (1991)